# Crkva Gospe od Pobjede u Valletti
Crkva Gospe od Pobjede bila je prva crkva na Malti, koja je sagrađena u Valletti nakon turske opsade. Godine 1566.–1568. sagradio ju je veliki meštar Malteškog viteškog reda Jean Parisot de la Valette kao zahvalu za pobjedu Reda sv. Ivana i Maltežana nad turskim osvajačima.
Opsada je završila uoči 8. rujna 1565. kada su neprijateljske flote otplovile s Malte. Crkva je posvećena Djevici Mariji, čije se rođenje slavi 8. rujna. U ovoj crkvi, svaki dan je molio Jean Parisot de la Valette, utemeljitelj grada Vallette, a nakon njegove smrti u kolovozu 1568. pokopan je u kripti ove crkve po svojoj želji. Njegovi posmrtni ostaci kasnije su preneseni u konkatedralu sv. Ivana, gdje su pohranjeni do danas.
Crkva se nalazi na početku grada iza zidina i amfiteatra s desne strane. Od 2012. do 2015. godine izvršena je opsežna rekonstrukcija unutrašnjosti crkve, uključujući i restauraciju stropnih slika.

## Galerija
- Unutrašnjost  crkve
- Nikolay Krasnov: Naša Gospa od Pobjede oko 1920.
- Pogled na crkvu
- Trg kraj crkve